# Bổ sung sắt
Bổ sung sắt, còn được gọi là muối sắt, thuốc sắt và viên sắt, là một số hợp chất sắt được sử dụng để điều trị và ngăn ngừa thiếu sắt bao gồm chứng thiếu máu thiếu sắt. Để phòng ngừa, chúng chỉ được khuyến cáo ở những người kém hấp thu, kinh nguyệt nhiều, mang thai, chạy thận nhân tạo hoặc chế độ ăn ít chất sắt. Phòng ngừa cũng có thể được sử dụng ở trẻ sơ sinh nhẹ cân. Chúng được uống bằng miệng, tiêm vào tĩnh mạch hoặc tiêm bắp thịt. Trong khi lợi ích có thể được nhìn thấy trong những ngày lên đến hai tháng có thể được yêu cầu cho đến khi mức sắt trở lại bình thường.
Các tác dụng phụ thường gặp bao gồm táo bón, đau bụng, phân sẫm màu và tiêu chảy. Các tác dụng phụ khác, có thể xảy ra khi sử dụng quá mức, bao gồm quá tải sắt và độc tính sắt. Các muối sắt được sử dụng làm chất bổ sung bằng miệng bao gồm sắt fumarate, gluconate sắt, succate sắt và sắt sunfat. Các dạng thuốc tiêm bao gồm dextran sắt và sucrose sắt. Chúng hoạt động bằng cách cung cấp chất sắt cần thiết để tạo ra các tế bào hồng cầu.
Thuốc sắt đã được sử dụng y tế từ ít nhất 1681, với công thức dễ sử dụng được tạo ra vào năm 1832. Nó nằm trong Danh sách các loại thuốc thiết yếu của Tổ chức Y tế Thế giới, loại thuốc hiệu quả và an toàn nhất cần có trong hệ thống y tế. Muối sắt có sẵn như là một loại thuốc gốc và thuốc trên quầy. Chi phí bán buôn ở các nước đang phát triển là khoảng 0,05-0,63 USD mỗi tháng. Ở Hoa Kỳ, một tháng điều trị thông thường có chi phí dưới 25 đô la. Công thức phát hành chậm, trong khi có sẵn, không được khuyến khích. Trong năm 2016, sắt sulfat là loại thuốc được kê đơn nhiều thứ 93 tại Hoa Kỳ, với hơn 8 triệu đơn thuốc.

## Sử dụng trong y tế
Bổ sung sắt được sử dụng để điều trị thiếu sắt và thiếu máu thiếu sắt; thuốc sắt cũng có thể được sử dụng để điều trị thiếu sắt chức năng, trong đó nhu cầu về sắt lớn hơn khả năng cung cấp sắt của cơ thể như trong tình trạng viêm. Tiêu chí chính là các nguyên nhân gây thiếu máu khác cũng đã được nghiên cứu, chẳng hạn như thiếu vitamin B 12 hoặc thiếu folate, do thuốc hoặc do các chất độc khác như chì, vì thường thiếu máu có nhiều hơn một nguyên nhân cơ bản.
Thiếu máu thiếu sắt là một loại thiếu máu vi mô, hypochromic. Nói chung, ở Anh, các chế phẩm uống qua đường miệng được thử nghiệm trước khi chấp nhận quyền phát minh. trừ khi có yêu cầu đáp ứng nhanh, không dung nạp trước với sắt uống hoặc có khả năng không đáp ứng. Sắt truyền tĩnh mạch có thể làm giảm nhu cầu truyền máu tuy nhiên làm tăng nguy cơ nhiễm trùng khi so sánh với sắt uống. Đánh giá của Cochrane Collaboration  năm 2015 cho thấy bổ sung sắt hàng ngày trong thai kỳ giúp giảm nguy cơ thiếu máu ở mẹ và ảnh hưởng đến trẻ sơ sinh và các kết quả khác của mẹ là không rõ ràng. Một đánh giá khác tìm thấy bằng chứng dự kiến rằng bổ sung sắt không liên tục bằng miệng là tương tự đối với mẹ và bé vì bổ sung hàng ngày với ít tác dụng phụ hơn. Bổ sung sắt qua đường miệng nên được uống khi bụng đói, tùy ý với một lượng nhỏ thức ăn để giảm bớt sự khó chịu.

### Vận Động Viên
Vận động viên là đối tượng có nguy cơ cao bị thiếu máu hơn so với lợi ích từ vệc bổ sung thêm .Nhưng trong vài trường hợp việc thay đổi giữa tự sử dụng và sử dụng có liều lượng cần phải dự trên 
mức độ Ferritin, kể từ đó thì một vài trường hợp sử dụng mới có hại.